# (14179) Skinner
(14179) Skinner (1998 VM32) – planetoida z pasa głównego asteroid okrążająca Słońce w ciągu 3,46 lat w średniej odległości 2,29 j.a. Odkryta 15 listopada 1998 roku.